# Bambi-Verleihung 1993
Die 45. Bambi-Verleihung fand am 9. Dezember 1993 im Fernsehstudio des ZDF in München statt.

## Die Verleihung
Star des Abends war David Copperfield, der einen Bambi in der Kategorie Kreativität erhielt. Der Ehrenbambi ging an den damaligennorwegischen Außenminister Johan Jørgen Holst, der am Oslo-Friedensprozess beteiligt war. Bemerkenswert war, dass es Bambis für die neuen Ministerpräsidenten des Jahres, Heide Simonis und Edmund Stoiber gab, sowie auch einen für Michael Schumacher, der zu dieser Zeit noch keinen Formel-1-Weltmeistertitel gewonnen hatte. Dies sollte ihm erstmals in der nächsten Saison gelingen. Bemerkenswert auch, dass die Bambis für den Film Jurassic Park an Joseph Mazzello und Ariana Richards, die die beiden Kinder Tim und Lex spielten, gingen.

## Preisträger
Aufbauend auf die Bambidatenbank.

### Leserwahl
Peter Falk für Columbo

### Ehrenbambi
Johan Jørgen Holst

### Fernsehmoderation
Hans Meiser

### Film
Joseph Mazzello und Ariana Richards für Jurassic Park

### Klassik
Josep Carreras

### Kreativität
David Copperfield

 Laudatio: Christina Plate

### Kultur
Bernhard Minetti

### Politik
Heide Simonis und Edmund Stoiber

 Laudatio: Friedrich Nowottny

### Pop
Kim Wilde

### Sonderbambi
Vicco von Bülow

 Laudatio: Evelyn Hamann

### Sport
Michael Schumacher

### Unterhaltung
Harald Schmidt für Verstehen Sie Spaß?

 Laudatio: Peter Alexander